# Alison Ramsay
Alison Gail Ramsay (* 16. April 1959 in London) ist eine ehemalige britische Hockeyspielerin. Sie war Olympiavierte bei den Olympischen Spielen 1988 und Olympiadritte bei den Olympischen Spielen 1992.

## Karriere
Alison Ramsay erreichte mit der schottischen Nationalmannschaft den achten Platz bei der Weltmeisterschaft 1983 in Kuala Lumpur. 1986 in Amstelveen belegten die Schottinnen den zehnten Platz. Ramsay bestritt bei ihren beiden Weltmeisterschaftsteilnahmen 13 von 14 Spielen.
1988 bei den Olympischen Spielen in Seoul spielte Alison Ramsay in der britischen Mannschaft. Die Britinnen belegten in der Vorrunde den zweiten Platz hinter der niederländischen Mannschaft, wobei das direkte Duell mit 1:5 verloren ging. Nach einer 0:1-Halbfinalniederlage gegen die Südkoreanerinnen trafen die Britinnen im Spiel um Bronze erneut auf die Niederländerinnen und verloren diesmal 1:3.
Bei den Olympischen Spielen 1992 in Barcelona belegten die Britinnen in der Vorrunde den zweiten Platz hinter den Südkoreanerinnen. Nach einer 1:2-Niederlage gegen die Deutschen im Halbfinale spielten die Britinnen gegen die Südkoreanerinnen um Bronze und gewannen mit 4:3 nach Verlängerung. Im Vorrundenspiel gegen Neuseeland hatte Alison Ramsay ihr einziges Tor bei Olympischen Spielen erzielt.
Alison Ramsay spielte für Glasgow Western und für den Grove Ladies Hockey Club.